# Stratification de l'eau
La stratification de l'eau se produit lorsque des masses d'eau ayant des propriétés différentes - salinité (halocline), oxygénation (chimiocline), densité (pycnocline), température (thermocline) - forment des couches qui agissent comme des barrières au mélange de l'eau, ce qui pourrait conduire à l'anoxie ou à l'euxinisme. Ces couches sont normalement disposées en fonction de la densité, les masses d'eau les moins denses se trouvant au-dessus des couches les plus denses.

La stratification de l'eau crée également des obstacles au mélange des éléments nutritifs entre les couches. Cela peut affecter la production primaire d'une zone en limitant les processus photosynthétiques. Lorsque les nutriments du benthos ne peuvent pas remonter dans la zone photique, le phytoplancton peut être limité par la disponibilité des nutriments. La baisse de la production primaire entraîne également une baisse de la productivité nette dans les eaux.

Une circulation à grande échelle de masses d'eau stratifiées horizontalement, appelée circulation thermohaline, se produit dans l'océan.

## Facteurs aggravants
La stratification peut être perturbée par la turbulence. Cela crée des couches d'eau mélangées. Les formes de turbulence peuvent comprendre la friction entre la surface du vent et de la mer, la remontée d'eau et la plongée d'eau.
John Marshall et ses collègues ont suggéré en 2002 que les tourbillons baroclines (baroclines) peuvent être un facteur important dans le maintien de la stratification.

## Couches aquatiques
- Pélagique
- Photique
- Épipélagique
- Aphotique
- Mésopélagique
- Bathypélagique
- Abyssopélagique
- Hadopélagique
- Démersal
- Benthique

## Stratification
- Pycnocline
- Isopycne
- Chimiocline
- Halocline
- Thermocline
- Thermohaline